# Iglesia de Nuestra Señora de la Blanca (El Vado)
La iglesia de Nuestra Señora de la Blanca era el templo católico de la localidad de El Vado, en la provincia de Guadalajara (España). Es el único resto visible del antiguo pueblo de El Vado, que se encuentra bajo las aguas del pantano al que da nombre. 
Se encuentra sobre un promontorio dominando el valle del río Jarama, en el paraje denominado Cerca de los Olivos, encima de Sobrepeña, y al sur de donde estaban las viviendas de El Vado. En su momento, antes de construirse el pantano de El Vado, entre 1929 y 1954, debió constituir un punto privilegiado de vigilancia sobre el paso del río Jarama, el vado propiamente dicho que da nombre al lugar.
La propiedad del templo le correspondería a la Diócesis de Sigüenza-Guadalajara de la Iglesia Católica.[cita requerida]

## Descripción
Se trata de un templo de medianas dimensiones construido mediante la mampostería de pizarra irregular propia de la arquitectura negra de estos pueblos, aunque intercalando en esquinas, cornisas, vanos y otros puntos, sillares de cantería de piedra caliza de Tamajón.
Consta en su estado actual, muy deteriorado, de planta basilical de tres naves, la central de mayor altura y anchura, constituidas mediante tres dobles arcos de medio punto sobre pilastras, realizados íntegramente mediante lajas de pizarra. La naves así dispuestas se cubrían hasta mediados del siglo XX con una cubierta de madera; posiblemente la central formada mediante viguería dispuesta a par y nudillo y las laterales mediante colgadizos. Todo el conjunto de naves se cubría en una cubierta a dos aguas, sin rebaje diferenciado de las naves laterales respecto de la central, hecha de lajas de pizarra.
Consta de cabecera rectangular muy destacada, formada por dos tramos de bóveda de cañón ligeramente apuntada, que se muestran al exterior mediante contrafuertes de gran desarrollo. La capilla mayor se separa de las naves mediante arco triunfal de medio punto sobre pilastras de sillería. Junto a dichas pilastras de sillería se adosan nuevas pilastras de mampostería de pizarra sobre los que descansan los primeros arcos de las naves.
En el lado oeste del edificio se sitúa una esbelta espadaña que se muestra en planta al exterior, realizada mediante lajas de pizarra hasta el encuentro con la cumbrera de la nave central, a partir de la cual se realiza mediante cuidada sillería de piedra. En lo más alto de la espadaña aparecen dos vanos de medio punto muy estilizados para campanas, mostrando huellas de la existencia de una estructura auxiliar de madera para el manejo de las campanas.
El acceso principal está situado al norte, hacía el camino al pueblo de El Vado, protegiéndose mediante un muro alto a modo de atrio cubierto o portalillo datado ya en 1512. Se trata de un arco de medio punto sobre cornisas de corte renacentista realizado en sillería de piedra caliza.
En la fachada sur aparece un acceso menor formado igualmente por un arco de medio punto realizado en sillería, y que aparece denominado en los libros de cuentas como puerta del sol. Desde este punto se accede a una pequeña explanada formada entre peñas de pizarra y que domina la desembocadura del arroyo Vallosera, que viene desde La Vereda, en el río Jarama.
En la fachada este, junto a la Capilla Mayor, aparece una pequeña sala adosada formando la sacristía, y que según los datos de los libros de cuentas fue mandanda edificar ya en 1497 y finalizada en 1548. Se accede a la sacristía desde la capilla mayor por el lateral de la epístola (lado derecho según se mira al altar) mediante un arco de medio punto de sillería caliza encastrado entre lajas de pizarra. 
La capilla mayor se muestra en su interior en dos tramos, separados mediante un arco fajón (posiblemente añadido en el siglo XVI) que se apoya en dos columnas de carácter clásico adosadas en los laterales, coronados con capiteles toscanos y con una moldura clásica que recorre los muros y unifica el conjunto. En esta zona de la capilla mayor, aún cubierta por la bóveda, se conserva parte del enlucido de cal que cubría interiormente todas las paredes.
En el lado noreste se encuentra el cementerio de El Vado, definido mediante un cercado de piedras y dividido en cementerio de infantes y de adultos.

### Retablos desaparecidos
Los datos reflejados en los libros de cuentas de la parroquia y de la cofradía de Nuestra Señora de la Blanca permiten hacer una descripción del interior del templo: 
- Retablo del Altar Mayor o de la Virgen Blanca. Destacaba el retablo del altar mayor, situado en la cabecera del templo. Los primeros datos conocidos son de 1498, cuando en el libro de cuentas de Santa María se anota el gasto a costa del retablo, siguiendo varios apuntes hasta 1506. Por todo ello debió de ser un retablo de trazas gótico renacentistas.[2] En él se situaba en posición preferente y dentro de un nicho la imagen de la Virgen Blanca, imagen desaparecida y cuya festividad se celebraba el 15 de agosto, día de la Asunción de la Virgen. Bajo este nicho aparecía un templete de madera, el tabernáculo, que fue regalo del cardenal Portocarrero, señor de El Vado (familia de los Mendoza), en 1630 según una inscripción en el mismo.[3] El escultor tallista de Tamajón, José Quintana, intervino en dicho retablo en 1762, constando igualmente el dorado del tabernáculo. La imagen de Santa María del Vado era una imagen con niño, de madera, y coronadas ambas figuras.[4]

A ambos lados de la capilla mayor, en los frentes de las capillas laterales se encontraban dos retablos menores:
- Altar colateral de la Virgen del Rosario.[5] En 1524 aparece ya una referencia del retablo pequeño de Nuestra Señora, con unas pinturas en tabla de Santiago y San Blas, colocado en los laterales de la iglesia. En 1575 se ordena por el visitador eclesiástico que se compre una imagen de Nuestra Señora, en talla, y otra de Santiago y de Sant Blas, y se quiten de allí las de Santiago y San Blas, y se metan en la sacristía. Dicha imagen de la Virgen es traída en 1579 desde Alcalá de Henares, según consta en los libros parroquiales, con la advocación de Nuestra Señora del Rosario.[2]

- Retablo colateral de San Sebastián. Situado en una de las naves laterales, se trataba de un altar dedicado a San Sebastián, santo al que el Concejo de El Vado costeaba unos oficios religiosos en su festividad. Consta ya en 1528 el mandato de que compren dos frontales de damasco blanco con frontaleras de damasco colorado para los altares de Nuestra Señora y San Sebastián. En 1560 se ordena para el altar nuevo de San Sebastián, se haga un frontal de saetín, con sus frontaleras; del color que al cura le parezca.[2]

## Historia
El arcipreste de Hita Juan Ruiz narra una visita al santuario a comienzos del siglo XIV en su Libro de Buen Amor:
Cerca d' aquesta ssierra ay un lugar onrrado, / muy santo e muy devoto: Santa María del Vado. / Fuy tener y vegilia, como es acostumbrado; / a onrra de la Virgen ofrecil' este ditado...
El arcipreste menciona unas cantigas compuestas en honor a la Virgen del Vado, y poco antes menciona a Santiago, a quien se rendía devoción también en este santuario..

### Antecedentes
Constituyó la parroquia del antiguo concejo de El Vado, estando dedicada a Santa María, titulada ya en 1546 como Nuestra Señora la Blanca. 
Los primeros documentos conservados que mencionan la iglesia son los libros de cuentas de Santa María de El Vado, conservados en el Archivo Histórico Provincial de Guadalajara, y que se remontan a 1485, abarcando hasta 1624. Posteriormente se conservan los libros de cuentas de la cofradía de Nuestra Señora de la Blanca, titular de la iglesia, y que abarcan desde 1758 hasta 1854, año en el que fueron requisados por el Gobierno Civil de Guadalajara en la desamortización de Madoz.

### Desarrollo histórico
La configuración del templo y los datos reflejados en los libros de cuentas (1485-1624) hacen suponer que la actual capilla mayor constituía hasta principios del siglo XVI el templo de Santa María de El Vado. Estaría conformado por una pequeña nave abovedada, posiblemente construida en el siglo XIV con influencia del cercano monasterio cisterciense de Bonaval, y propiciado por el interés de la familia Mendoza en El Vado como paso entre las Cañadas Reales Segoviana y Soriana que produjo su incorporación a dicha familia en 1373. En 1379, Pedro González de Mendoza hace donación a favor de su primogénito Diego Hurtado de Mendoza, de los lugares de El Cardoso, Colmenar y El Vado. El desarrollo rectangular en dos tramos de la capilla, algo desproporcionado respecto al resto de naves, la propia disposición abovedada de la capilla, diferenciada de la cubierta de madera del resto, y los propios datos del inventario de bienes de la iglesia realizado en 1490 que muestra ya un extenso patrimonio, hace indicar esta suposición.
A principios del siglo XVI aparecen en los libros de cuentas numerosas partidas que muestran la ampliación del templo hacia el oeste, con las mencionadas tres naves. Así se indican numerosos pagos para traer y labrar la madera a vecinos de La Vereda (1502) y pagos a canteros de Tamajón. También en 1497 el cardenal Cisneros ordena que se haga una sacristía, aunque hasta 1548 no se firme el final de la obra, así como se realice una tribuna o coro a los pies de la iglesia. En 1512 se gasta en ripia y madera para la obra del portal, y en 1514 en un andamio para el tejado de la iglesia y donde se tocan las campanas.
En 1544 se produce el pago a Juan de Lezcano, cantero de Tamajón, de los pilares que se han de poner en la iglesia, plazo hasta Santa María de Agosto. Estos pudieran ser los pilares que aparecen bajo el arco triunfal de la capilla mayor, con un delicado carácter clasicista.
A mediados de este siglo XVI la iglesia debió quedar en su estado definitivo, ya que a partir de entonces las partidas de gastos se enfocan a reparaciones, principalmente del tejado y de la estructura del campanario. Una de estas obras de reparación se realizaron en 1613, cuando se hicieron diversos gastos en el corte de robles, hacer la ripia, traer la ripia y las vigas del monte; clavos para los cuartones; asistir a la obra, dar barro, sacarlo y de cabalgaduras, para el reparo de la iglesia, habiendo pedido licencia para estas obras en Alcalá de Henares, vicaría de donde dependía eclesiásticamente dentro de la Archidiócesis de Toledo.
Hasta el final del Antiguo Régimen, a principios del siglo XIX, estaban perfectamente diferenciados los bienes que eran propiedad de la Fábrica de la Iglesia (tierras, prados, etc.) y los que eran propiedad del Beneficio del Curato. Puestos en alquiler, los primeros ayudaban a mantener el templo y sus gastos de funcionamiento, mientras que los que eran propiedad del Beneficio del Curato mantenían al párroco de la iglesia. También contaba la Fábrica de la Iglesia una serie de censos o especie de préstamos a particulares que ayudaban con sus cuotas también al mantenimiento, teniendo como deberes las memorias o misas encargadas por el alma de fallecidos y que eran mantenidas también por la renta de tierras que se entregaban para ello.
Todas estas propiedades, rentas, ingresos y gastos se detallaban en el catastro del Marqués de la Ensenada, realizado en 1752, y en el que se especificaban las propiedades de los eclesiásticos y de los legos, así como de la iglesia, ermitas y cofradías de El Vado, La Vereda y Matallana. Así consta que la Fábrica de la Iglesia tenía como ingresos los pagos por licencias de trabajo en festivos y agosto, los pagos por rompimientos de tierra (preparar nuevas tierras de labor), parte de diezmos de grano y de corderos, utilización de capillos en los bautismos, colectas y limosnas de cera del cumplimiento de misas de difuntos y de memorias. Como obligaciones tenía:
- 20 misas de memorias y 3 aniversarios de particulares
- 3 aniversarios a costa del Concejo (San Sebastián, San Roque y Todos los Santos)
- 5 misas por los mayordomos que se eligen cada año de Ntra. Sra. del Rosario
- misas por los cofrades del Cabildo del Santísimo Sacramento
- 1 aniversario
- 2 misas cantadas y una rezada a cargo de la Iglesia

En el catastro de Ensenada se indica que en 1752 tenían su sede canónica en la parroquia de la Virgen Blanca la cofradía de Nuestra Señora la Blanca, la cofradía de las Benditas Ánimas del Purgatorio y los mayordomos de Nuestra Señora del Rosario.
La desamortización de Madoz en la primera mitad del siglo XIX hizo que los medios históricos de mantenimiento del templo desaparecieran, por lo que se inició una etapa de decadencia, aumentada por la emigración humana del campo a la ciudad, que culminó con los destrozos realizados en el interior de la iglesia el 25 de julio de 1936, en el inicio de la Guerra Civil, desapareciendo todo vestigio de retablos, imágenes, ornamentos, platería y libros sacramentales.